# Sherrington-Kirkpatrick-Modell
Das Sherrington-Kirkpatrick-Modell ist in der statistischen Physik ein lösbares Spin-Glas-Modell, welches 1975 von David Sherrington und Scott Kirkpatrick eingeführt wurde. Es ist ein Mean-Field-Modell für das Spin-Glas.

## Definition
Das Sherrington-Kirkpatrick-Modell besteht aus einer Konfiguration {\displaystyle \sigma =(\sigma _{1},\dots ,\sigma _{N})\in \Sigma _{N}:=\{-1,1\}^{N}} bestehend aus {\displaystyle N} binären Spins {\displaystyle \sigma _{i}\in \{-1,1\}} und einem Hamiltonoperator {\displaystyle H_{N}\colon \Sigma _{N}\to \mathbb {R} } gegeben durch
{\displaystyle H_{N}(\sigma )={\frac {1}{\sqrt {N}}}\sum \limits _{1\leq i<j\leq N}g_{ij}\sigma _{i}\sigma _{j},}
wobei die {\displaystyle \{g_{ij}\}_{1\leq i<j\leq N}} unabhängige und normalverteilte Zufallsvariablen sind, das heißt {\displaystyle g_{ij}\sim {\mathcal {N}}(0,1)} für {\displaystyle 1\leq i<j\leq N} .
Üblicherweise ist man nun an
{\displaystyle \max \limits _{\sigma \in \Sigma _{N}}H_{N}(\sigma )}
(für eine Realisation der Zufallsvariablen {\displaystyle g_{ij}}) interessiert.

### Eigenschaften
- {\displaystyle H_{N}(\sigma )} ist zentriert und gaußsch. Es gilt

{\displaystyle \mathbb {E} [H_{N}(\sigma ^{1})H_{N}(\sigma ^{2})]={\frac {1}{N}}\sum \limits _{i<j}\sigma _{i}^{1}\sigma _{j}^{1}\sigma _{i}^{2}\sigma _{j}^{2}={\frac {N}{2}}\left({\frac {1}{N}}\sum \limits _{i=1}^{N}\sigma _{i}^{1}\sigma _{i}^{2}\right)^{2}-{\frac {1}{2}}={\frac {N}{2}}\left(R_{1,2}\right)^{2}-{\frac {1}{2}},}
wobei {\displaystyle R_{1,2}} ein normalisiertes euklidisches Skalarprodukt ist.

### Grenzwertverhalten
Die Partitionsfunktion ist
{\displaystyle Z_{N}(\beta )=\sum \limits _{\sigma \in \Sigma _{N}}\exp(\beta H_{N}(\sigma )),}
wobei {\displaystyle \beta >0} der inverse Temperatur-Parameter ist. Die freie Energie ist
{\displaystyle F_{N}(\beta )={\frac {1}{N}}\mathbb {E} \log(Z_{N}(\beta )).}
Dann gilt
{\displaystyle \lim \limits _{N\to \infty }{\frac {1}{N}}\mathbb {E} \left[\max \limits _{\sigma \in \Sigma _{N}}H_{N}(\sigma )\right]=\lim \limits _{\beta \to \infty }{\frac {F(\beta )}{\beta }},}
wobei {\displaystyle F(\beta )=\lim \limits _{N\to \infty }F_{N}(\beta ).}

### Verallgemeinerungen
Eine natürliche Verallgemeinerung ist das gemischte p-Spin-Modell, dessen Hamiltonian aus linearen Kombinationen von {\displaystyle p} Spins (statt nur {\displaystyle 2}) besteht.